# Angelo de Aquino
Angelo de Aquino (Belo Horizonte, 2 de agosto de 1945 – Rio de Janeiro, 20 de junho de 2007) foi artista plástico e pensador. Inicia formação artística no ateliê do pintor e escultor Roberto Moriconi (1932 – 1993). É um dos precursores da arte postal/mail art e videoarte no Brasil. Ao longo de sua carreira, iniciada em 1964, realiza inúmeras exposições individuais e coletivas no Brasil e no exterior. Em 1965, participa da histórica exposição Opinião 65, no Museu da Arte Moderna do Rio de Janeiro (MAM RJ), com curadoria de Jean Boghici e Ceres Franco. No mesmo ano, é um dos organizadores do evento Proposta 65, na Fundação Armando Álvares Penteado (FAAP), São Paulo. 
Entre 1970 e 1972 vive em Milão, onde começa a produzir obras em diversas mídias como livros de artista, obras em xerox, desenhos, fotografias e ações. No período que viveu em Milão realiza exposições em diversos países da Europa e estabelece uma rede de troca com artistas e pensadores internacionais. Em 1973, realizou mostras individuais no Akumulatory 2, em Poznán, Polônia, e no Centro de Arte y Comunicación (CAYC), em Buenos Aires, Argentina. Em 1974, organiza com Walter Zanini a mostra Prospectiva 74, no Museu de Arte Contemporânea da Universidade de São Paulo (MAC/USP). No início da década de 1980 passa a dedicar-se à pintura figurativa. Bestiário, corações, naturezas-mortas e auto-retratos, sempre demarcados por uma contínua interrogação da cor, do desejo e do humor. Em 1994, realiza exposição individual no Centro Cultural Banco do Brasil do Rio de Janeiro (CCBB) e em 2004 acontece sua última grande exposição, na Casa França-Brasil, no Rio de Janeiro.
Angelo de Aquino também atuou como agitador da cena artística do Rio de Janeiro, organizando exposições de artistas brasileiros e internacionais na Veste Sagrada Organização Criativa/Central de Arte Contemporânea. Em dezembro 1972 fez o cenário do show dos Novos Baianos, no Teatro João Caetano (Rio de Janeiro). Recebe prêmio da Associação Paulista de Críticos de Arte de são Paulo pelo projeto de cenários, letreiros, figurinos e cartaz para filme A Rainha Diaba, de Antonio Carlos Fontoura, de 1974. Angelo de Aquino também deu aula de desenho para crianças e desenhou capas de livros para a editora GRD. Publicou artigos nas revistas O Pasquim, Cadernos Brasileiros e jornal O Globo.

## Exposições
Exposições Coletivas
2019:
- Novos Meios e Conceitualismo nos Anos 70: Galeria Superfície, São Paulo, Brasil

2015:
- Opinião 65, 50 Anos Depois: MAM Rio e Galeria Pinakotheke, Rio de Janeiro, Brasil

2013:
- Videoarte Brasil 1970s: Institute of Contemporary Art, Filadélfia, EUA.

2011:
- Europalia: Bruxelas, Bélgica.

2010:
- Um Dia Terá que Ter Terminado 1969/74: MAC USP, São Paulo, Brasil.

2005:
- O Corpo na Arte Contemporânea Brasileira: Itaú Cultural, São Paulo, Brasil.

2003:
- Projeto Brazilianart: Almacén Galeria de Arte, Rio de Janeiro, Brasil.

2002:
- Arte em Campo: Centro Cultural da Justiça Federal, Rio de Janeiro, Brasil.

- Caminhos do Contemporâneo 1952-2002: Paço Imperial, Rio de Janeiro, Brasil.

- Arte em Movimento: Espaço BNDES, Rio de Janeiro, Brasil.

2000:
- Situações — Arte Brasileira Anos 70: Casa França-Brasil, Rio de Janeiro, Brasil.

- Arte Conceitual e Conceitualismos — Anos 70 no Acervo do MAC/USP: Galeria de Arte do SESI, São Paulo, Brasil.

1999:
- 5ª United Artist — Viagem de Identidade: Casa das Rosas, Rio de Janeiro, Brasil.

1998:
- O Moderno e o Contemporâneo na Arte Brasileira — Coleção Gilberto Chateaubriand: MAM RJ, Rio de Janeiro, Brasil; MASP, São Paulo, Brasil.

1997:
- L’Histoire d’en Face: Galerie 1900-2000, Paris, França.

- AR: Paço Imperial, Rio de Janeiro, Brasil.

1996:
- Petite Galerie — Uma Visão da Arte Brasileira: Paço Imperial, Rio de Janeiro, Brasil.

1995:
- Angelo de Aquino e Rubens Gerchman: Bolsa de Arte, Porto Alegre, Brasil; Espaço 999, Porto Alegre, Brasil.

- Da Cor do Rio: Espaço Cultural dos Correios, Rio de Janeiro, Brasil.

- Opinião 65: 30 anos: CCBB, Rio de Janeiro, Brasil.

1994:
- O Desenho Moderno no Brasil — Coleção Gilberto Chateubriand: MAM Rio, Rio de Janeiro, Brasil.

- Bienal Brasil Século XX: Fundação Bienal, São Paulo, Brasil.

1993:
- 1ª Trienalle das Ameriques: Maubeuge Natures Mortes. Galerie Gloria Cohen, Paris, França.

- 1º A Caminho de Niterói — Coleção João Sattamini: Paço Imperial, Rio de Janeiro, Brasil.

- O Desenho Moderno no Brasil — Coleção Gilberto Chateaubriand MAM/RJ: Galeria de Arte do SESI, Rio de Janeiro, Brasil.

1992:
- Eco Arte 92: MAM RJ, Rio de Janeiro, Brasil.

1991:
- 6 Artistas Latino-Americanos: Galerie 1900-2000, Paris, França.

- Coleção Gilberto Chateaubriand. MAM RJ, Rio de Janeiro, Brasil.

- Art Frankfurt: Ruta Correa Gallery, Alemanha.

1990:
- Art Jonction Internationale: Artension Magazine, Nice, França.

- Aspekte Latein Amerikanische Künster in Paris: Ruta Correa Gallery, Freiburg, Alemanha.

1989:
- 1er Bienalle Internationale de la Jeune Peinture Humour et Revolution: Cannes, França; Girona; Espanha.

- Viva Brasil: Ruta Correa Gallery, Freiburg, Alemanha; Galerie 1900-2000, Paris, França.

- Art Jonction Internationale: Galerie 1900-2000, Nice, França

- Caminhos: Rio Design Center, Rio de Janeiro, Brasil.

1988:
- Hedonismo — Coleção Gilberto Chateaubriand: Galeria Edifício Gilberto Chateaubriand, Rio de Janeiro, Brasil.

- O Eterno é Efêmero: Petite Galerie, Rio de Janeiro, Brasil.

- Ponte para o XXI: Rio Design Center, Rio de Janeiro, Brasil.

1987:
- São Paulo – Rio – Paris: Galerie 1900-2000, Paris, França; Montesanti Galleria, Rio de Janeiro, Brasil; Galeria Montesanti Roesler, São Paulo, Brasil.

- Ao Colecionador — Homenagem a Gilberto Chateaubriand: MAM RJ, Rio de Janeiro, Brasil.

- Gesto Alucinado: Rio Design Center, Rio de Janeiro, Brasil; Museu da Imagem e do Som, São Paulo, Brasil.

1986:
- Los Americanos: Galeria Arteurial, Paris, França.

- Fiac 86 e Galerie 1900-2000, Paris, França.

1985:
- Opinião 65, 20 Anos: Galeria BANERJ, Rio de Janeiro, Brasil.

- Velha Mania — Desenho Brasileiro: EAV Parque Lage, Rio de Janeiro, Brasil.

1984:
- Viva a Pintura: Petite Galerie, Rio de Janeiro, Brasil.

- Coleção Gilberto Chateaubriand — Retrato e Auto-Retrato na Arte Brasileira: MAM SP, São Paulo, Brasil.

1982:
- Brasil 60 Anos de Arte Moderna — Coleção Gilberto Chateaubriand: Centro de Arte Moderna José de Azeredo Perdigão, Lisboa, Portugal; Barbican Art Gallery, Londres, Reino Unido.

1981:
- Do Moderno ao Contemporâneo — Coleção Gilberto Chateaubriand: MAM RJ, Rio de Janeiro, Brasil.

1979:
- 2º Salão Nacional de Artes Plásticas. MAM RJ, Rio de Janeiro, Brasil.

1977:
- MAC USP, São Paulo, Brasil.

1976:
- Art Systems II in Latin America: Louisiana Museum, Copenhagen, Dinamarca.

- Multimédia: MAC USP, São Paulo, Brasil.

- Coleção Gilberto Chateaubriand 60/70: Museu de Arte da Bahia, Salvador, Brasil.

- Anos Setenta: MAM SP, São Paulo, Brasil.

- 5th International Video Meeting: Internationaal Cultureel Centrum, Antuérpia, Bélgica.

- 6th International Video Meeting: Museu de Arte Contemporânea, Caracas, Venezuela.

- Latin America 76: Fundación Joan Miró, Barcelona, Espanha.

1975:
- Art de Systèmes en Amérique Latine: Espace Pierre Cardin, Paris, França.

- Arte de Sistemas Latino América: Galleria Civica d'Arte Moderna, Turim, Itália.

- Ferrara Graphics from Rio de La Plata: Gallery St. Petri, University of Lund, Lund, Suécia.

- Problematic of Latin America Art: École Cantonalle de Beaux Arts, Lausanne, Suíça.

- CAYC in the International Exhibition at Vieeshal, Mildburg.

- PAIX 75, ONU 30: The New Art Gallery, Slovenj, Eslovênia.

- 4° Encontro Internacional de Vídeo: CAYC, Buenos Aires, Argentina.

1974:
- Art de Systèmes en Amérique Latine: ICC, Antuérpia, Bélgica; Palais de Beaux Arts, Bruxelas, Bélgica; ICA, Londres, Reino Unido.

- Prospectiva 74: MAC SP, São Paulo, Brasil.

- Alternativa Vídeo: MoMA, Nova York, EUA.

- Projections of Films Made in Latin America: The Contemporary Art Museum of Chicago, Chicago, EUA.

- Latin America in Zagreb: Zatar Gallery, Zagreb, Croácia.

- Latin America Films and Video: University of Buffalo, Nova York, EUA.

- Art and Ideology in Latin America: Agora Studio, Maastrich, Países Baixos.

1973:
- Indagações Sobre a Natureza, Função e Necessidade da Obra: Galeria IBEU, Rio de Janeiro, Brasil; A.R.T. Summ Gallery, Reyjavick, Islândia.

- Mirror: Balonttonbogtar Chapel, Budapeste, Hungria.

- 6 Artistas Conceituais: MAC USP, São Paulo, Brasil.

1972:
- Net Show: Poznań, Polônia.

- Art 3: Inhidebrodeness Galerie, Sydney, Austrália.

- Attention: Galerie Impact, Lausanne, Suíça.

- A.R.T. Gottingen Kunstkonkreb: Gottingen House of Art, Brno, República Checa.

- 5 Brasileiros: University of Porto Rico, Porto Rico.

1971:
- Information: Yellow Now Galerie, Liège, Bélgica.

1969:
- Angelo de Aquino, Lee Jaffe e Miguel Rio Branco: Galeria Goeldi, Rio de Janeiro.

- Salão da Bússola: MAM RJ, Rio de Janeiro, Brasil.

1968:
- 17º Salão Nacional de Arte Moderna: MAM RJ, Rio de Janeiro, Brasil.

- 8 Artistas: Petite Galerie, Rio de Janeiro, brasil.

1966:
- Opinião 66: MAM RJ, Rio de Janeiro, Brasil.

- Vanguarda Brasileira: UFMG, Belo Horizonte, Brasil.

1965:
- Opinião 65: MAM RJ, Rio de Janeiro, Brasil.

- Proposta 65: FAAP, São Paulo, Brasil.

1964:
- I Salão Esso de Artistas Jovens: MAM Rio, Rio de Janeiro, Brasil.

Exposições Individuais
2019:
- Paisagens Imaginárias: Múl.ti.plo Contemporâneo (Armazém das Videiras), Rio de Janeiro, Brasil

2013:
- Destempo: Múl.ti.plo Contemporâneo, Rio de Janeiro, Brasil

2008:
- Identidade do Artista – Angelo de Aquino Self Promotions Inc: Caixa Cultural, Rio de Janeiro, Brasil.
- Auto-retratos: Galeria Marcia Barrozo do Amaral, Rio de Janeiro, Brasil.

2004:
- 20 | 40: Fundação Casa França-Brasil, Rio de Janeiro, Brasil.

2002:
- Galeria Marcia Barrozo do Amaral, Rio de Janeiro, Brasil.

2000:
- GB, Gravura Brasileira Ltda. Rio de Janeiro, Brasil.

1998:
- The Bentley College Art Gallery, Massachusetts, EUA.
- Galeria Toulouse, Rio de Janeiro, Brasil.

1997:
- Auto-retratos 1983–1997: Casa de Cultura Laura Alvim, Rio de Janeiro, Brasil.

1996:
- O Artista e o Colecionador – Obras de Angelo de Aquino na col. Gilberto Chateaubriand: MNBA, Rio de Janeiro, Brasil.

1994:
- Rex Faz Dez: Centro Cultural Banco do Brasil, Rio de Janeiro, Brasil.

1992:
- Ouvres de 1986 a 1992: Galerie 1900-2000, Paris, França.
- Galeria de Arte Ipanema, Rio de Janeiro, Brasil.

1990:
- Galeria de Arte Ipanema, Rio de Janeiro, Brasil.
- Peintures: Galerie Flak, Paris, França.

1989:
- Lettres de Paris – Peintures: Galerie de Poche 1900-2000, Paris, França.

- Galeria de Arte Ipanema, Rio de Janeiro, Brasil.

1988:
- Mostra de Aquarelas: GB Galeria de Arte, Rio de Janeiro, Brasil.

- Mostra de Pinturas: Galeria de Arte Ipanema, Rio de Janeiro, Brasil.

1987:
- Galeria Montesanti. São Paulo, Brasil; Rio de Janeiro, Brasil.

1986:
- Peintures, Aquarelles: Galeria Sculpture, Paris, França.

- Angelo de Aquino: Papéis: Galeria Artespaço, Rio de Janeiro, Brasil.

- Un Jour, Un Peintre. FIAC/Galerie 1900/2000, Paris, França.

1985:
- Rex: Subdistrito Comercial da Arte, São Paulo, Brasil.

- Aquarelas e Pinturas Sobre Papel: Galeria Suzana Sassoun, São Paulo, Brasil.

- Aquarelas: Galeria Paulo Klabin, Rio de Janeiro, Brasil.

1984:
- Paisagens Imaginárias – Pinturas 83–84: MP2 Arte, Rio de Janeiro, Brasil.

- Petite Galerie, Rio de Janeiro, Brasil.

1982:
- Pinturas: Galeria IBEU, Rio de Janeiro, Brasil.

- Aquarelas (Paisagens Imaginárias): Museum, Rio de Janeiro, Brasil.

1979:
- Reflexões: GB Galeria de Artes Gráficas, São Paulo, Brasil; Gabinete de Artes Gráficas, São Paulo, Brasil.

1978:
- Desenhos: Galeria de Arte Global, São Paulo, Brasil.

- A Terra é Azul: Petite Galerie, Rio de Janeiro, Brasil.

1977:
- Projetos & Trabalhos 1971-1974: Espaço B MAC/USP, São Paulo, Brasil.

- Pinturas: Museu de Arte da Bahia, Salvador, Brasil.

- Identidade do Artista: Escola de Artes Visuais Parque Lage, Rio de Janeiro, Brasil.

1976:
- O Pensamento Abstrato: Galeria Luiz Buarque de Holanda e Paulo Bittencourt, Rio de Janeiro, Brasil.

1975:
- Solidão: Galeria de La Maison de France, Rio de Janeiro, Brasil.

1974:
- Transformações & Ansiedades 74: Central de Arte Contemporânea, Rio de Janeiro, Brasil.

- Transformações: Grupo B, Rio de Janeiro, Brasil.

1973:
- Through Myself (Poprzez Mnie). Akumulatory 2, Poznań, Polônia.
- Grupo B, Rio de Janeiro, Brasil.

- CAYC, Buenos Aires, Argentina.

1972:
- Amazônia. Centro Forme, Milão, Itália.

- Grupo B, Rio de Janeiro, Brasil.

- Veste Sagrada, Rio de Janeiro, Brasil.

1971:
- Centro Tool, Milão, Itália.

1970:
- Galeria Goeldi, Rio de Janeiro, Brasil.

1969:
- Formas: Petite Galerie, Rio de Janeiro, Brasil.

1967:
- Galeria G4, Rio de Janeiro, Brasil.

1966:
- Pinturas: Galeria Guignard, Belo Horizonte, Brasil.